# Santa Cecilia Konzervatórium
A Santa Cecilia Konzervatórium Róma állami zenei középiskolája.

## Története
Az intézmény születése Giovanni Sgambati és Ettore Pinelli nevéhez fűződik, és 1875-re nyúlik vissza, a Savoyai állam által végrehajtott oktatási átszervezés részeként. Az intézmény gyökerei azonban egy régebbi korszakba (16. század) nyúlnak vissza, mivel a Római Zenészek Kongregációjához, amely később a Santa Cecilia Nemzeti Akadémiája lett. Idővel az intézet az akkori pápai állam egyik fő zeneiskolájává vált. 1895-ben avatták fel a jó akusztikájú, nagy orgonával felszerelt, mintegy ezerkétszáz fős befogadóképességű előadótermét. 2013-ban létesült a Sant'Andrea delle Fratte fiókirodája, nem messze a Via dei Greci történelmi központjától; van továbbá egy decentralizált irodájuk Rietiben, a Villa Battistini zenei parkjában.

## Felépítése
A konzervatótium a következő részlegekre tagolódik:
- Ének
- Oktatásdidaktika
- Új technológiák és zenei nyelvek – dzsessz
- Új technológiák és zenei nyelvek – Elektronikus zene
- Húros és vonós hangszerek
- Fúvós hangszerek
- Billentyűs és ütős hangszerek
- Elmélet és elemzés, kompozíció és vezénylés

## Fordítás
- Ez a szócikk részben vagy egészben  a   Conservatorio Santa Cecilia című olasz Wikipédia-szócikk ezen változatának fordításán alapul.  Az eredeti cikk szerkesztőit annak laptörténete sorolja fel. Ez a jelzés csupán a megfogalmazás eredetét és a szerzői jogokat jelzi, nem szolgál a cikkben szereplő információk forrásmegjelöléseként.

## Bibliográfia
- Storia del Conservatorio di musica "Santa Cecilia" di Roma. Varese: Zecchini Editore (2017). ISBN 9788865401835